# 阿兒渾阿加

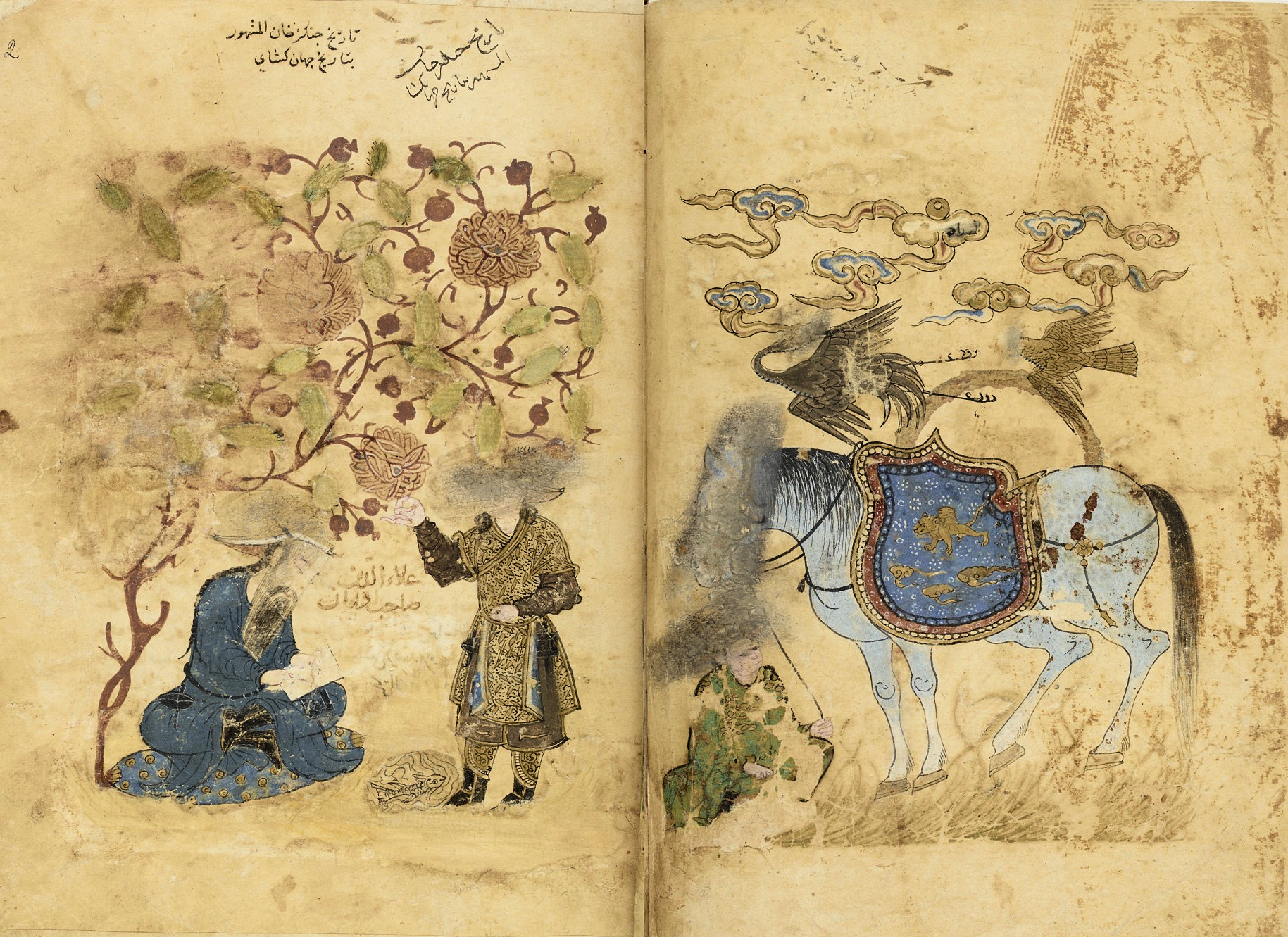
《世界征服者史》抄本中的细密画插图，图绘志费尼坐在阿儿浑阿加面前书写。该图是最早的波斯细密画之一

阿兒渾阿加（？年—1278年），又作阿尔浑，《史集》等波斯文史料中将其记作 （Arghūn āqā）。是蒙古斡亦剌部（衛拉特）貴族，他是1243-55年在任，他是伊儿汗國成立前，蒙古帝国在伊朗的长官。
阿兒渾是千户长太出的儿子。另说他出身低微，家境贫困。他年轻时，遇到荒年，他父亲把他賣给一个当窝阔台老师的札剌亦儿人，换一条牛腿。他通晓畏兀儿文书，在元太宗窝阔台在位时受起用，担任必阇赤。作为阔儿吉思的八思哈和那可儿，辅佐治理阿姆河以西波斯诸州。阔儿吉思专权，他于是回到察合台汗廷。1242年被脱列哥那派遣河中当长官，继任阔儿吉思主管波斯诸州行政。1243年到达呼罗珊宣敕。倫巴底人阿瑟林在拜住那里见到他，喬治亚人说他進行人口普查的地方有俄罗斯、安納托利亚、钦察、亚兰、亚美尼亚。
后来到伊拉克和阿哲儿拜占等地，整顿民政，废除苛赋，回收诸王滥发的符牌。先后参与拥戴贵由和蒙哥的忽里台大会。蒙哥让他主管阿姆河等处行尚书省事，佩戴虎符。调查人口户籍，统一征税，以贫富计丁出赋。用赋税来承担签军、驿站、使臣的费用。1253年，旭烈兀西征，他总督军政，负责运送物资。1258年，伊儿汗国建立后，他主管财政，辅佐阿八哈和阿鲁浑父子治理呼罗珊，前后三十余年，对当地社会经济发展有积极作用。
他后来被指叛国被免职，他儿子揑兀鲁思是伊儿汗国权臣。他的儿子揑兀鲁思、列克集都娶蒙古黄金家族的宗女为妻，权势很大。